# Ulica Józefa Franczaka „Lalka” w Lublinie
Ulica Józefa Franczaka „Lalka” w Lublinie – arteria komunikacyjna w Lublinie o długości 2000 m, przebiegająca na granicy dzielnic Kośminek i Felin, której kontynuacją jest ul. Piasecka w Świdniku. Nazwana na cześć Józefa Franczaka ps. „Lalek” wachmistrza Wojska Polskiego, uczestnika kampanii wrześniowej i ostatniego żołnierza polskiego podziemia antykomunistycznego i niepodległościowego.

## Przebieg
Ulica biegnie na południowy wschód. Rozpoczyna się Rondem Janusza Krupskiego, na którym łączą się ul. Dekutowskiego i Męczenników Majdanka. Z lewej strony mija Park Naukowo-Technologiczny i biegnie dalej mijając głównie magazyny i pola. Z lewej strony wpada do niej ul. Doświadczalna, prowadząca na osiedle Felin i do zajezdni trolejbusowej. W tym miejscu kończy się trakcja trolejbusowa, a także oświetlenie uliczne. Za skrzyżowaniem ulica biegnie jedną jezdnią. Dalej wzdłuż ulicy znajdują się bloki mieszkalne. Z ulicą krzyżują się ul. Kazimierza IV Jagiellończyka i ul. Generała Stanisława Skalskiego. Do ulicy wpada ulica Królowej Bony prowadząca na powstające Osiedle Europejskie. Dalej do ulicy wpada z prawej strony ulica Bukowa znajdująca się w Kalinówce. W tym miejscu znajduje się administracyjna granica miasta, dalej ulica biegnie jako Piasecka.

## Obiekty
- Fundacja Rozwoju Lubelszczyzny
- Eurocash Serwis
- TNT Express - Lublin
- Park naukowo-technologiczny
- ROHLIG SUUS Logistics S.A. Oddział Lublin
- FedEx Express Polska
- Zajazd Hajduk
- Miejska Biblioteka Publiczna im. H. Łopacińskiego Filia nr 36

## Komunikacja miejska
Ulicą kursują linie autobusowe nr 21, 23, 35, 47 i trolejbusowe nr 156, 157, 158, 161. Przy ulicy znajdują się 3 przystanki autobusowe. Na odcinku od ronda J. Krupskiego do ul. Doświadczalnej nad ulicą jest rozwieszona trakcja trolejbusowa.

## Kontrowersje
1 marca 2021 roku młodzieżówka partii Razem, Młodzi Razem, złożyła petycję do Rady Miasta Lublin w celu zmiany nazwy ulicy. W uzasadnieniu zasugerowanego działania Młodzi Razem powołali się na antysemickie zbrodnie, których według pracy Sławomira Poleszaka dokonał "Lalek". Zaproponowana została nowa patronka ulicy, żydowska poetka z Lublina, Anna Langfus.